# モスビー (出版社)
モスビー(Mosby)は、アメリカ合衆国の出版社。学術誌や教科書を取り扱う。
元々独立した出版社であったC.V. Mosby社は、1967年にTimes Mirrorに買収される。その後、1998年にはHarcourtが、2000年にリード・エルゼビア（現：レレックス・グループ）が買収し、現在はエルゼビアのインプリントとなっている。